# Club de Fútbol Cobras
El Club de Fútbol Cobras de Ciudad Juárez fue un equipo de fútbol mexicano que jugó en la Primera División de México. Tenía como sede la Ciudad Juárez, Chihuahua, aunque originalmente fue fundado en la ciudad de Querétaro, Querétaro, y se llamaba Club Cobras de Querétaro.

## Historia

### Fundación
El Club Cobras de Querétaro fue fundado en 1983, tras la desaparición de los Atletas Campesinos. El equipo era manejado por Televisa y fue creado como filial del América con la intención de enviar a los jugadores veteranos a retirarse y también darle fogueo a los juveniles.[cita requerida] Tres años después de su fundación, la temporada 1985-86, de la mano de Coco Gómez, logró el ascenso a la Primera División de México tras derrotar al Pachuca en la final con un gol de Alberto Parra.
El equipo debutó en primera el 2 de agosto de 1986, perdiendo ante el Monterrey por marcador de 2-0. Alinearon: Arturo Báez; Pedro Vega, Miguel Quintana, Víctor Orihuela, Héctor Mendoza y Mario Aguilar; Arturo Bustamante, Dimitri Haik, Vinicio Bravo, Carlos de los Cobos y Raúl Martínez; Miguel Segura y Manuel Calderón. El club tuvo una mala temporada en la 86-87, cambió de técnico dos veces y el 16 de mayo de 1987, después de empatar 0-0 con el Cruz Azul, se consumó su regreso a la Segunda División de México al registrar sólo 31 puntos en 40 partidos.

### Cambio de sede
Al descender los Cobras, la familia De la Vega compró la franquicia y la mudó a la Ciudad Juárez, Chihuahua, manteniendo el nombre de Cobras, ahora renombrando la franquicia Club de Fútbol Cobras de Ciudad Juárez. En su regreso a la Segunda División, la temporada 1987-88, llegaron a la final y se enfrentaron al León. El juego de ida en los Cobras de Ciudad Juárez terminaron empatados a cero goles y el de vuelta del León a uno, vino un tercer y decisivo encuentro que se jugó el 12 de julio de 1988 en el Estadio Azteca, los Cobras ganaron el juego 1-0 con autogol de la defensa del León que se derivó de un tiro-centro que envió Mauricio "Kalimán" Baeza al corazón del área y "Guayú" Galván no pudo conectar de palomita; ascendieron a la Primera División de México, el director técnico del equipo en ese entonces era Joaquín Mendoza.
El primer encuentro que jugaron los Cobras en el máximo circuito fue ante el Cruz Azul de visitante, en un partido de la Copa MX. Su primer juego de local en el Estadio Olímpico Benito Juárez fue ante los Correcaminos de la UAT. El 15 de octubre de 1988 disputaron su primer juego de la Primera División ante el América, empatando a cero goles en el Estadio Azteca. Los jugadores que disputaron ese encuentro fueron: Rubí Valencia; Manuel Moreno, Alejandro Cisneros, Armando Manzo y Carlos Rizo; Héctor Islas, Enrique López Zarza, Víctor Cossío, César Santiago y Pareja López; Sergio Saucedo, Antonio Piña y Omar Sánchez; dirigidos por Rubén Ayala. En casa, debutaron con una victoria por 3-0 sobre los Correcaminos. Como resultado de su primer torneo de liga el equipo finalizó en la 12.ª posición general y tercero del grupo 4.
Para la temporada 1989-90, llegó a la dirección técnica el uruguayo Carlos Miloc, quien a pesar de haber hecho un buen trabajo, fue cesado y su auxiliar, Héctor Hugo Eugui, tomó el cargo. En el último partido de la temporada regular empataron a un gol con el Toluca y con esto se quedaron a un punto calificar a la liguilla. En la temporada 1990-91 Héctor Hugo Eugui empezó como técnico y el argentino Carlos Rodríguez entró en su reemplazo. La temporada fue mediocre y el equipo terminó último lugar del grupo 4 y 17 general. 
En la temporada 1991-92 disputó el torneo de la Copa MX, donde llegaron hasta la final y fueron derrotados por los Rayados del Monterrey por marcador de 4 a 2, obteniendo así el subcampeonato de la copa. El torneo de liga fue muy contrario a lo demostrado en la copa, se tuvo un bajo desempeño, a mitad de temporada "Chamaco" Rodríguez fue cesado y reemplazado por Joaquín Mendoza, mismo entrenador que ascendió al equipo en la temporada 1988. En 38 partidos de la temporada, los Cobras obtuvieron 6 victorias y 21 derrotas, lo que significó el descenso del equipo. Su último partido lo jugaron en Veracruz el 9 de mayo de 1992, cayendo 5-2 con los Tiburones Rojos de Veracruz.

### Desaparición
Tras volver a la Segunda División, los Cobras jugaron durante dos temporadas, en 1993-94 estuvieron cerca del ascenso, pero fueron eliminados por el Zacatepec en la ronda de semifinales. A partir de 1994, se creó la Primera División 'A' de México, el equipo comenzó a sufrir debido a problemas económicos y entonces se optó por desaparecer.
En el Invierno 2001, el equipo de Saltillo Soccer se mudó de Saltillo, Coahuila a la ciudad fronteriza y los Cobras renacieron, como filial y dependiente de los Rayados de Monterrey. Al mando de Sergio Orduña el equipo logró disputar la final del Apertura 2003, la cual perdieron ante los Dorados de Sinaloa. El equipo jugó 3 torneos más en la división de plata con malos resultados hasta que al terminar el Clausura 2005 el equipo desapareció por deudas y en su lugar aparecieron de los Indios de Ciudad Juárez.

## Palmarés

### Torneos nacionales
- Segunda División de México (2): 1985-1986, 1987-1988
- Subcampeón de la Copa México (1): 1991-92
- Subcampeón de la Primera División A (1): Apertura 2003